# Eu cred
Eu cred (с рум. — «Я верю») — песня румынской певицы Мэлины Олинеску, с которой она представляла страну на телевизионном конкурсе Евровидение-1998, состоявшимся 9 мая в Бирмингеме, Великобритания. Песня была записана в телестудии TVR в Бухаресте в марте 1998 года и позднее выпущена на CD как сингл фирмой Mega Music. Стороной B стала англоязычная версия Eu cred под названием You Live. Eu cred была написана композитором Адрианом Ромческу и поэтессой Лилианой Штефан. Ромческу также выступил в роли саундпродюсера сингла.
Композиция являлась румынской заявкой на Евровидение-1998. Выступив в Бирмингеме под номером 15, Мэлина Олинеску заняла лишь 22-е место из 25, набрав только 6 очков, все из которых поступили от Израиля. Это был худший результат страны на Евровидение вплоть до 2018 года, когда Румыния впервые провалила квалификацию на выход в финал. Данный результат привёл Румынию к понижению рейтинга и вылету из состава участников Евровидения-1999. Поэтому, Eu cred стала предшественницей румынской заявки на Евровидение-2000 The Moon в исполнении фолк-рок-группы Taxi. С коммерческой точки зрения сингл провалился в международных чартах продаж.

## Предыстория и релиз
Eu cred была написана Лилианой Штефан и Адрианом Ромческу, который также выступил в роли саундпродюсера сингла. Песня была отдана юной певице Мэлине Олинеску, с которой Ромческу работал в 1997—2000 годах. Ранее Олинеску уже имела успех на румынской сцене. Она принимала участие в музыкальном реалити-шоу Școala Vedetelor (с рум. — «Школа звёзд») в 1996 году, а также получила главный приз на песенном фестивале в Мамайе, близ Констанцы. Олинеску приняла участие в четвёртом выпуске румынского национального отбора на Евровидение Selecția Națională, который состоялся 14 марта 1998 года в телестудии TVR в Бухаресте. Хотя по результатам телеголосования певица заняла только второе место, уступив Монике Ангел, благодаря голосам жюри Мэлине удалось одержать победу. Eu cred представляет из себя любовную балладу в тональности фа-минор. Песня была выпущена на CD как сингл фирмой Mega Music и содержит в себе в качестве стороны B англоязычную версию под названием You Live. CD содержит в себе буклет, на котором напечатаны тексты обеих версий конкурсной заявки. Адриан Штефэнеску отмечен в роли A&R.

## На «Евровидении»
Согласно правилам конкурса Евровидение-1998 к участию допускаются страна-победительница прошлого выпуска, 18 стран, имеющих высокий средний балл по итогам прошлых пяти конкурсов и те страны, которые не участвовали в предыдущем выпуске, но транслировали его. Поскольку Румыния не принимала участие на Евровидение-1997, но транслировала его, то она была допущена к участию в 1998 году. Перед началом конкурса Би-би-си сообщила, что букмекеры поставили Румынию на 12-е место, наряду с Норвегией, Португалией и Эстонией. Мэлина Олинеску выступала под номером 15, между Португалией и Великобританией. К сожалению, прогнозы букмекеров не оправдались. Мэлина Олинеску заняла лишь 22-е место из 25, набрав только 6 очков, все из которых поступили от Израиля. Данный результат привёл Румынию к понижению рейтинга и вылету из состава участников Евровидения-1999. Страна вернулась в 2000 году. Дирижёром оркестра во время исполнения Eu cred был её композитор Адриан Ромческу.
До 2007 года Eu cred оставалась последней заявкой Румынии, написанной на государственном языке.

## Треклист
- CD сингл

1. «Eu cred» — 3:03
2. «You Live» — 3:00

## Участники

#### Менеджмент
Издано фирмой Mega Music
Записано в Studioul muzical al TVR (Бухарест, Румыния)

#### Участники
- Мэлина Олинеску — вокал
- Дани Константин — звукоинженер
- Адриан Ромческу — продюсер
- Лилиана Штефан — автор
- Адриан Штефэнеску — artists and repertoire (A&R)